# Petite histoire
La petite histoire est la description de l'histoire centrée sur les anecdotes et sur les détails, illustrant ainsi celle-ci.

## Contextes
Elle est souvent introduite dans les textes descriptifs, encyclopédiques ou même oraux et didactiques par l'expression « Pour la petite histoire, … » ou « Pour l'anecdote, … ». Elle a pour but de raconter un détail d'un évènement ou de la vie d'une personne afin d'illustrer un caractère spécifique d'une situation. Néanmoins, il arrive parfois que sous le terme « petite histoire » se cache en fait simplement une légende urbaine qui est colportée continuellement et montrée comme vraie.